# Kim A-Lang
Kim A-Lang (Hangul: 김아랑; Jenjou, 22 de agosto de 1995) es una patinadora de velocidad sobre pista corta surcoreana.
En su debut internacional, ganó dos medallas de oro en el campeonato mundial de patinaje de velocidad de pista corta juvenil de 2013 realizado en Varsovia (Polonia).
En los Juegos Olímpicos de Invierno de 2014 en Sochi (Rusia) ganó la medalla de oro en el relevo de 3000 metros como parte del equipo surcoreano.
En los Juegos Olímpicos de Invierno de 2018 en Pyeongchang (Corea del Sur), ganó la medalla de oro en el evento de relevo de 3000 metros femenino junto a Choi Min-Jeong, Kim Ye-Jin y Shim Suk-Hee, con un tiempo de 4:07.361.